# 大規模自転車道
大規模自転車道（だいきぼじてんしゃどう）は、日本の自転車道のうち、自然公園、名勝、観光施設、レクリエーション施設等を結び、あわせて自転車利用の増大に対処するために「交通事故の防止と交通の円滑化に寄与し、あわせて国民の心身の健全な発達に資すること」を目的として1973年度から整備されているものである。
自転車道の整備等に関する法律に基づき、整備の必要性の高い独立した自転車道を主に一般都道府県道として認定し、国から道路法第56条に基づき補助を受けて整備する。
指定要件は以下の通り。
- 当該自転車道が2以上の市町村にまたがるもの。ただし政令指定市においてはこの限りではない。
- 当該自転車道の延長が20km以上になるもの。
- 自転車の計画通行量がピーク時1000台/日 あるもの。
- 主要地（市又は人口5,000人以上の町）、国立、国定、県立の公園の区域又は年間入込客数が10万人以上の観光地と密接な関係にあるもの。

2010年に創設された社会資本整備総合交付金に統合された。
2016年度末時点で135路線が認定されているが、計画延長4,327kmのうち2006年に83%整備されてから、2016年に整備率が84%にしかならず、整備が止まっており認定延長も伸びておらず。国土交通省道路局による紹介ページも閉鎖されている。
2010年の事業仕分けの対象となり、中途半端な整備状況にある路線が多数ある上に、その活用状況も十分でない。整備効果や利用状況等について十分な検証が行われないまま整備が続けられてきているのではないかと指摘された。 